# Asher Angel

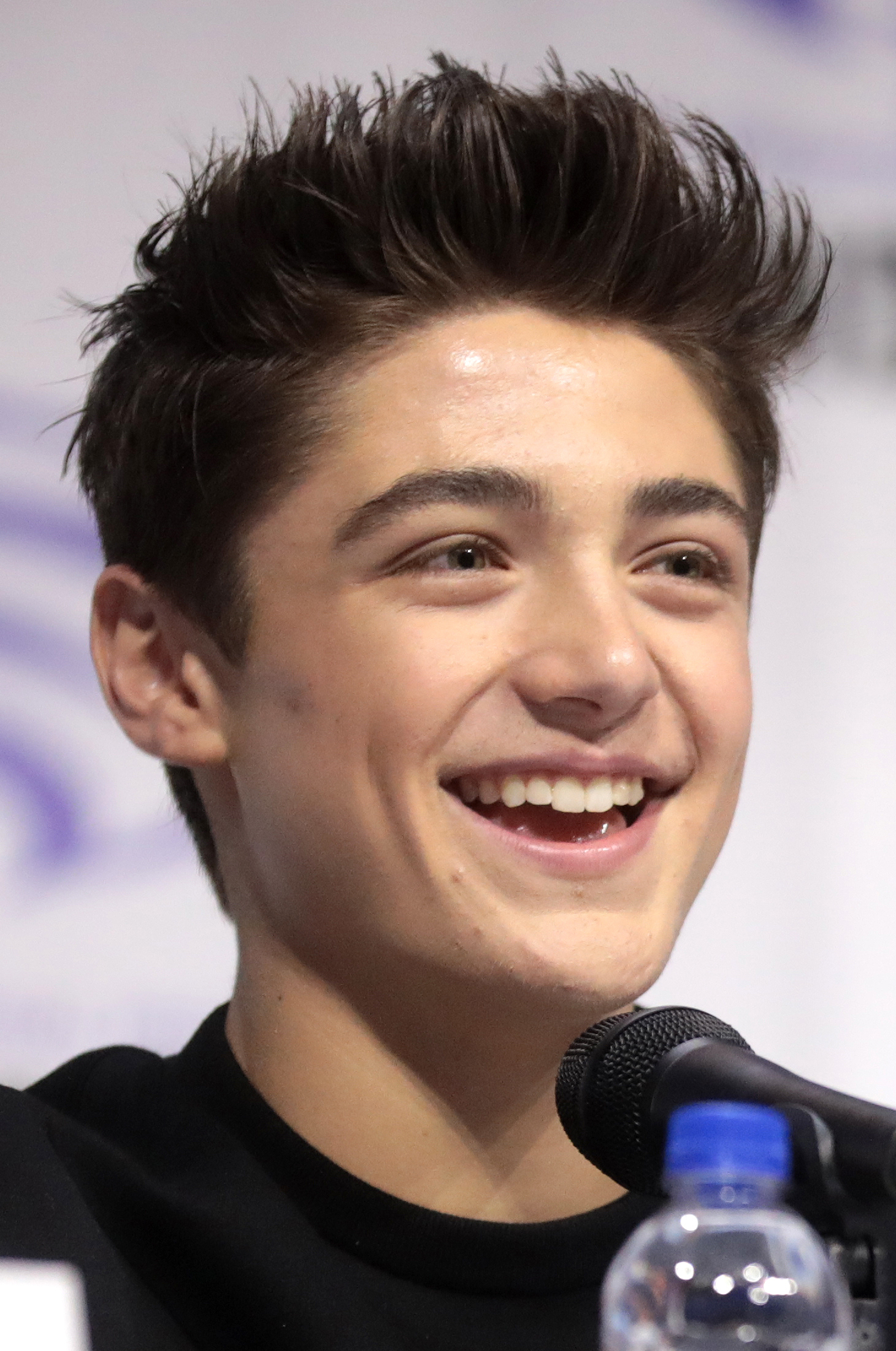
Asher Angel, 2019

Asher Dov Angel (geboren am 6. September 2002 in Phoenix, Arizona) ist ein US-amerikanischer Schauspieler und Sänger.

## Leben
Angel wurde 2002 in Phoenix, Arizona, geboren und wuchs als Sohn einer jüdischen Familie zusammen mit zwei jüngeren Geschwister in Paradise Valley, einem Vorort von Phoenix, auf. Seinen ersten Filmauftritt hatte Angel im Alter von fünf Jahren im Film Jolene. Im Alter von zwölf Jahren nahm er an einem Casting für die Disney-Serie Story of Andi teil, wo er von 2017 bis 2019 die Rolle des Jonah Beck spielte. Für die Dreharbeiten zog er mit seiner Familie nach Utah.
Im November 2017 wurde bekannt, dass Asher zusammen mit Zachary Levi, der sein erwachsenes Alter Ego spielt, die Rolle des Billy Batson in der DC-Verfilmung Shazam!, die im April 2019 in die Kinos kam, übernimmt. Für seine Rolle wurde er für den Saturn Award für den besten Nachwuchsschauspieler nominiert.

## Filmografie (Auswahl)

### Filme
- 2008: Jolene
- 2019: Shazam!
- 2022: Darby and the Dead
- 2023: Shazam! Fury of the Gods

### Fernsehserien
- 2016: Nicky, Ricky, Dicky & Dawn
- 2016: Criminal Minds: Beyond Borders
- 2017–2019: Story of Andi
- 2021: High School Musical: Das Musical: Die Serie (High School Musical: The Musical: The Series, Folge 2x09)

## Diskografie
- 2017: Snow Globe Wonderland
- 2018: Getaway
- 2018: Chemistry
- 2019: One Thought Away (mit Wiz Khalifa)
- 2020: Chills
- 2020: All Day
- 2020: Guilty
- 2020: Livin’ It Up
- 2020: Nobody But You